# پومننیو
پومننیو (به ایتالیایی: Pumenengo) یک کومونه در ایتالیا است که در استان برگامو واقع شده‌است. پومننیو ۱۰٫۱ کیلومتر مربع مساحت و ۱٬۵۱۲ نفر جمعیت دارد و ۱۰۶ متر بالاتر از سطح دریا واقع شده‌است.